# Космічна музика
Космічна музика (англ. Space music) — загальний термін для означення музики, що викликає у слухачів глибокі просторові відчуття «планетарних образів», «галактичних пейзажів», «космічного польоту» тощо. Належить до тематичних стилів оскільки не має конкретних технічних особливостей виконання.

## Характеристика
До «космічної музики» може бути віднесена музика найрізноманітніших жанрів і напрямків: від звичайної акустичної (в тому числі академічної) до року, нью-ейдж, ембієнту тощо. Варіюється за своїм характером, складністю, інструментальною специфікою. Є складовою частиною багатьох саундтреків до фільмів та ігор відповідної тематики.